# 34283 Bagley
34283 Bagley è un asteroide della fascia principale. Scoperto nel 2000, presenta un'orbita caratterizzata da un semiasse maggiore pari a 2,4038564 au e da un'eccentricità di 0,0695954, inclinata di 6,97589° rispetto all'eclittica.